# داس پالوس وای (کالیفرنیا)
داس پالوس وای (به انگلیسی: Dos Palos Y) یک منطقهٔ مسکونی در ایالات متحده آمریکا است که در شهرستان مرسد، کالیفرنیا واقع شده‌است. داس پالوس وای ۴٫۰۷۲ کیلومتر مربع مساحت و ۳۲۳ نفر جمعیت دارد و ۳۴ متر بالاتر از سطح دریا واقع شده‌است.